# Ostara
Para la fiesta neopagana, ver Ostara (festival).

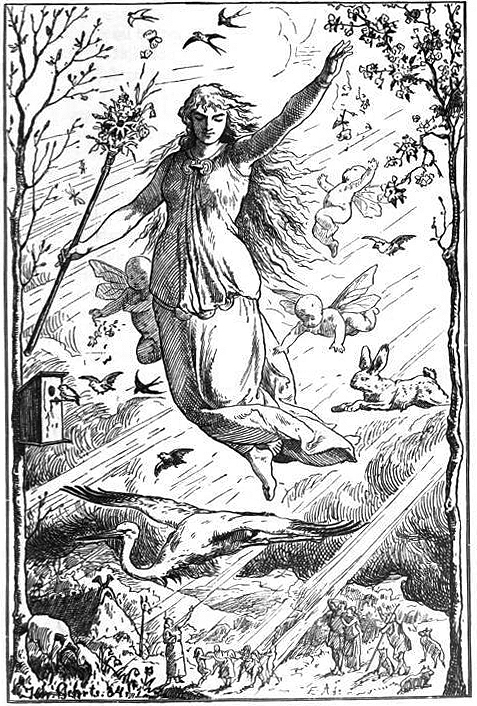
Ostara 1884 por Johannes Gehrts.

Ostara (en inglés antiguo, Eostre) es el nombre de una antigua divinidad germánica de la primavera, cuyo primer antecedente documental procede del monje benedictino Beda el Venerable, quien en su libro historiográfico, "De Temporum Ratione", afirma que los anglosajones llamaban al mes de abril eosturmonath, en homenaje a una divinidad de ese nombre, Ēostre, quien se halla detrás del nombre de la Pascua en inglés: Easter. Luego es Jacob Grimm quien vuelve a retomar el tema de la diosa germana de nombre Ostara en su "Mitología Alemana".

## Etimología

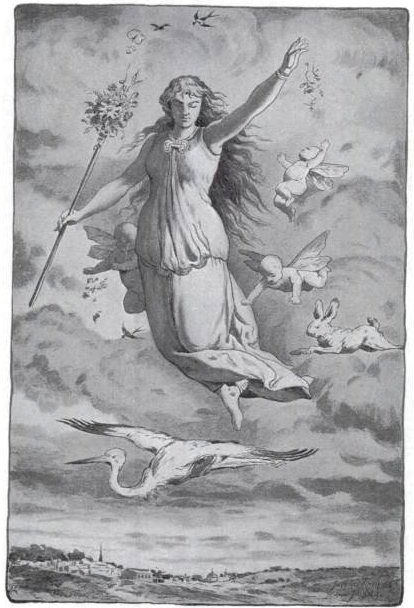
Eástre (1909) de Jacques Reich.

Ēostre deriva del proto-germánico *austrō, como también de la raíz proto-indoeuropea *aues-, "brillar". Es evidente el vínculo entre Eostre y la diosa griega del amanecer, Eos, la Aurora de los griegos. Grimm señala la relación entre la "brillante" Ēostre y el viento del este, que es el "espíritu de la luz" llamado Austri, mencionado en la Edda en prosa.   
Ostara como diosa de la fertilidad asociada al comienzo de la primavera, es una diosa del "amanecer" o del "despertar" de las fuerzas germinativas, de modo que conceptualmente, a pesar de la ausencia de otras fuentes, el testimonio de Beda puede tener un real asidero, en medio de la bruma del mundo mitológico de los pueblos del norte.
Guido von List afirmaba que "Ostern" era el festival del matrimonio del Dios Sol con la Diosa Tierra, concibiendo a Ostara como una representación de las fuerzas femeninas generadoras.